# 1 500 meter för herrar i friidrott vid olympiska sommarspelen 1996
1 500 meter för herrar vid olympiska sommarspelen 1996 i Atlanta avgjordes 29 juli-3 augusti. 

## Medaljörer
| Gren        | Guld                          | Guld    | Silver                 | Silver  | Brons                    | Brons   |
| 1 500 meter | Noureddine Morceli · Algeriet | 3.35,78 | Fermín Cacho · Spanien | 3.36,40 | Stephen Kipkorir · Kenya | 3.36,72 |

## Resultat

### Final classification
| Placering | Namn idrottare           | Final   | Semi    | Försök   |
| --------- | ------------------------ | ------- | ------- | -------- |
|           | Noureddine Morceli (ALG) | 3.35,78 | 3.32,88 | 3.41,95  |
|           | Fermín Cacho (ESP)       | 3.36,40 | 3.33,12 | 3.39,84  |
|           | Stephen Kipkorir (KEN)   | 3.36,72 | 3.35,53 | 3.36,70  |
| 4.        | Laban Rotich (KEN)       | 3.37,39 | 3.33,73 | 3.35,88  |
| 5.        | William Tanui (KEN)      | 3:37,42 | 3.33,57 | 3.37,72  |
| 6.        | Abdi Bile (SOM)          | 3.38,03 | 3.33,30 | 3.42,32  |
| 7.        | Marko Koers (NED)        | 3.38,18 | 3.36,06 | 3.36,18  |
| 8.        | Ali Hakimi (TUN)         | 3.38,19 | 3.35,91 | 3.36,58  |
| 9.        | Mohammed Suleiman (QAT)  | 3.38,26 | 3.36,01 | 3.:37,70 |
| 10.       | Driss Maazouzi (MAR)     | 3.39,65 | 3.34,35 | 3.37,08  |
| 11.       | John Mayock (GBR)        | 3.40,18 | 3.34,55 | 3.42,31  |
| 12.       | Hicham El Guerrouj (MAR) | 3.40,75 | 3.35,29 | 3.37,66  |

### Icke-kvalificerade
| Placering | Namn idrottare             | Semi    | Heat    |
| --------- | -------------------------- | ------- | ------- |
| —         | Kader Chekhemani (FRA)     | 3:34.84 | 3:37.81 |
| —         | Branko Zorko (CRO)         | 3:35.14 | 3:37.35 |
| —         | Balázs Tölgyesi (HUN)      | 3:35.57 | 3:36.71 |
| —         | Luís Feiteira (POR)        | 3:40.31 | 3:38.09 |
| —         | Niall Bruton (IRL)         | 3:42.88 | 3:37.42 |
| —         | Isaac Viciosa (ESP)        | 3:36.11 | 3:37.93 |
| —         | Anthony Whiteman (GBR)     | 3:36.11 | 3:40.74 |
| —         | Christophe Impens (BEL)    | 3:37.64 | 3:40.16 |
| —         | Paul McMullen (USA)        | 3:37.81 | 3:39.94 |
| —         | Reyes Estévez (ESP)        | 3:39.44 | 3:42.48 |
| —         | Shane Healy (IRL)          | 3:39.81 | 3:37.28 |
| —         | Kevin McKay (GBR)          | 3:43.61 | 3:38.02 |
| —         | Ovidiu Olteanu (ROU)       | DNQ     | 3:38.33 |
| —         | Vjatjeslav Sjuabunin (RUS) | DNQ     | 3:38.56 |
| —         | Edgar de Oliveira (BRA)    | DNQ     | 3:40.70 |
| —         | Steve Agar (DMA)           | DNQ     | 3:43.02 |
| —         | Brian Hyde (USA)           | DNQ     | 3:48.20 |
| —         | Andrij Bulkovskij (UKR)    | DNQ     | 3:53.30 |
| —         | Tawai Keiruan (VAN)        | DNQ     | 4:02.78 |
| —         | Rachid El Basir (MAR)      | DNQ     | 3:42.85 |
| —         | Julius Achon (UGA)         | DNQ     | 3:43.08 |
| —         | Luis Jesus (POR)           | DNQ     | 3:44.65 |
| —         | Joaquim Cruz (BRA)         | DNQ     | 3:45.32 |
| —         | João N'tyamba (ANG)        | DNQ     | 3:46.41 |
| —         | Ali Ibrahim (DJI)          | DNQ     | 3:46.62 |
| —         | Michael Gottschalk (GER)   | DNQ     | 3:56.46 |
| —         | Mickael Damian (FRA)       | DNQ     | 3:39.21 |
| —         | Jason Pyrah (USA)          | DNQ     | 3:39.91 |
| —         | Antonio Travassos (POR)    | DNQ     | 3:42.01 |
| —         | Martin Johns (NZL)         | DNQ     | 3:44.91 |
| —         | Hussain Riyaz (MDV)        | DNQ     | 4:15.14 |
| —         | Marcus O'Sullivan (IRL)    | DNQ     | 3:38.16 |
| —         | Peter Philipp (SUI)        | DNQ     | 3:41.60 |
| —         | Werner Edler-Muhr (AUT)    | DNQ     | 3:45.02 |
| —         | Alexis Sharangabo (RWA)    | DNQ     | 3:46.42 |
| —         | Ali Mabruk Ezayedi (LBA)   | DNQ     | 3:51.49 |
| —         | Andrey Loginov (RUS)       | DNQ     | 3:40.99 |
| —         | Dieudonne Kwizera (BDI)    | DNQ     | 3:41.45 |
| —         | Ahmed Krama (ALG)          | DNQ     | 3:42.09 |
| —         | Bahadur Prasad (IND)       | DNQ     | 3:46.16 |
| —         | Eric Dubus (FRA)           | DNQ     | 3:47.01 |
| —         | Thomas Ebner (AUT)         | DNQ     | 3:48.38 |
| —         | Paul Cleary (AUS)          | DNQ     | 3:52.85 |
| —         | Graham Hood (CAN)          | DNQ     | DNF     |